# Heart of Steel
Heart of Steel — англомовна пісня українського гурту TVORCHI, з якою вони представили Україну на Євробаченні 2023, набравши 243 бали і посівши шосте місце.

## Відбір на Євробачення
Усього участь у фіналі брали 10 виконавців та гуртів. Зокрема, це Moisei, OY Sound System, DEMCHUK, Jerry Heil, Fiinka, Krutь, Tember Blanche, Angelina, 2Tone, TVORCHI.
Члени журі Тарас Тополя, Юлія Саніна та Джамала, поставили TVORCHI 9 балів, віддавши перше місце співачці KRUTЬ, але глядачі вирішили інакше. Найбільше голосів глядачі віддали саме TVORCHI, завдяки чому ті і стали переможцями Нацвідбору.

## Пісня
За твердженням авторів це пісня про силу духу та незламність українців. «У нас є важливий меседж, який важливо донести до усіх, хто почує пісню. Ми співаємо про сильний український народ зі сталевими серцями. Хто би що не говорив, як би важко не було, ми йдемо далі, і цьому ніхто не може завадити» сказав учасник гурту Джеффрі Кенні.
Учасник гурту Андрій Гуцуляк почав писати музику для пісні ще навесні 2022 року, під час блокади «Азовсталі». Переглянувши відео, як українська армія захищає Азовсталь, він надихнувся написати пісню, в основі якої лежить рішучість не віддавати територію.